# Najib Mikati
Najib Mikati (en arabe : نجيب ميقاتي), né le 24 novembre 1955 à Tripoli, est un homme d'affaires, milliardaire et homme d'État libanais, président du Conseil des ministres en 2005, de 2011 à 2014 et de 2021 à 2025. 
Il est actif dans les télécoms, le commerce et l'énergie via sa holding M1 Group. En 2023, la fortune de la famille Mikati est estimée à 2,6 milliards de dollars par le magazine Forbes. 
Fondateur du mouvement Azm, un parti politique libéral, il est plusieurs fois député et ministre, et Premier ministre d'avril à juillet 2005, de juin 2011 à février 2014 et de septembre 2021 à janvier 2025. Il est musulman sunnite, comme tous les présidents du Conseil des Ministres du Liban en vertu d'un accord tacite.

## Formation
Mikati est diplômé de l'université américaine de Beyrouth, où il obtient un BSc en 1977 et un MBA en 1980. Il étudie également à l'INSEAD (Paris) et à l'université Harvard (États-Unis).

## Carrière professionnelle
En 1982, avec son frère, il fonde une société de télécommunications, qui deviendra le groupe Mikati en 2007, avec d'importants investissements dans le monde arabe. Il est l'un des principaux actionnaires de l'opérateur sud-africain de télécommunications MTN, propriétaire de la marque de prêt-à-porter haut de gamme "Façonnable", et investisseur dans le transport, le gaz et le pétrole. Il détient aussi des investissements dans l'immobilier, notamment à Londres, New York et Monaco.
La fortune de Mikati est estimée à 2,5 milliards de dollars selon le classement Forbes 2010 dont il occupe la 374e place. Son frère est également milliardaire.
Il est accusé par un procureur d’être impliqué dans des malversations financières.
En octobre 2021, son nom apparaît aux côtés d'autres politiques libanais (Marwan Kheireddine, Hassan Diab, Muhammad Baasiri et Riad Salamé) dans l'affaire des évasions fiscales de Pandora Papers où il est stipulé que Mikati a eu recours aux paradis fiscaux.

## Carrière politique
Sa carrière politique débute avec sa nomination au cabinet du ministre des Travaux publics et des Transports le 4 décembre 1998 au sein du cabinet de Salim el-Hoss. Il est élu à l'Assemblée nationale en 2000, en tant que député de Tripoli, ville et circonscription électorale située dans le nord du Liban. Il conserve son poste ministériel dans le gouvernement de Rafiq Hariri.
En 2004, il n'est pas favorable à l'amendement à la Constitution qui prévoit l'allongement du mandat du président Émile Lahoud de trois années. Néanmoins, il vote en faveur de cette prorogation, en conformité avec la position syrienne et la décision de son bloc parlementaire, alors dirigé par Sleiman Frangié[réf. nécessaire].

### Premier gouvernement (2005)

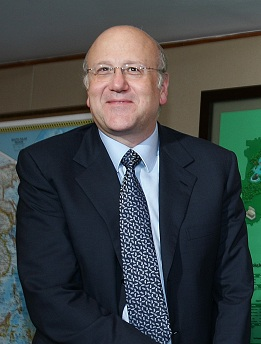
Najib Mikati en 2005.

En avril 2005, il est nommé président du Conseil après l'attentat qui coûte la vie à l'ancien président du Conseil Rafiq Hariri. En juin 2005, à l'issue des élections législatives et en vertu de l'engagement pris d'organiser de telles élections, sans lui-même être candidat, il laisse la place à un gouvernement présidé par Fouad Siniora.

### Deuxième gouvernement (2011-2014)
Le 24 janvier 2011, il est proposé par Walid Joumblatt comme président du Conseil d'alternance pour former un gouvernement après l'effondrement de celui de Saad Hariri. Il est investi le lendemain et nommé par le président de la République Michel Sleiman et annonce le 13 juin suivant son gouvernement. Le 22 mars 2013, il annonce sa démission en raison des désaccords au sein de son équipe, notamment autour du dossier des élections législatives,.
Il est considéré comme une personnalité de compromis, n'étant proche d'aucun bloc politique en particulier. Il est l'un des chefs de file de la communauté sunnite. Il se décrit comme un libéral, mettant en avant son parcours dans le monde des affaires pour rassurer les États-Unis.

### Troisième gouvernement (2021-2022)

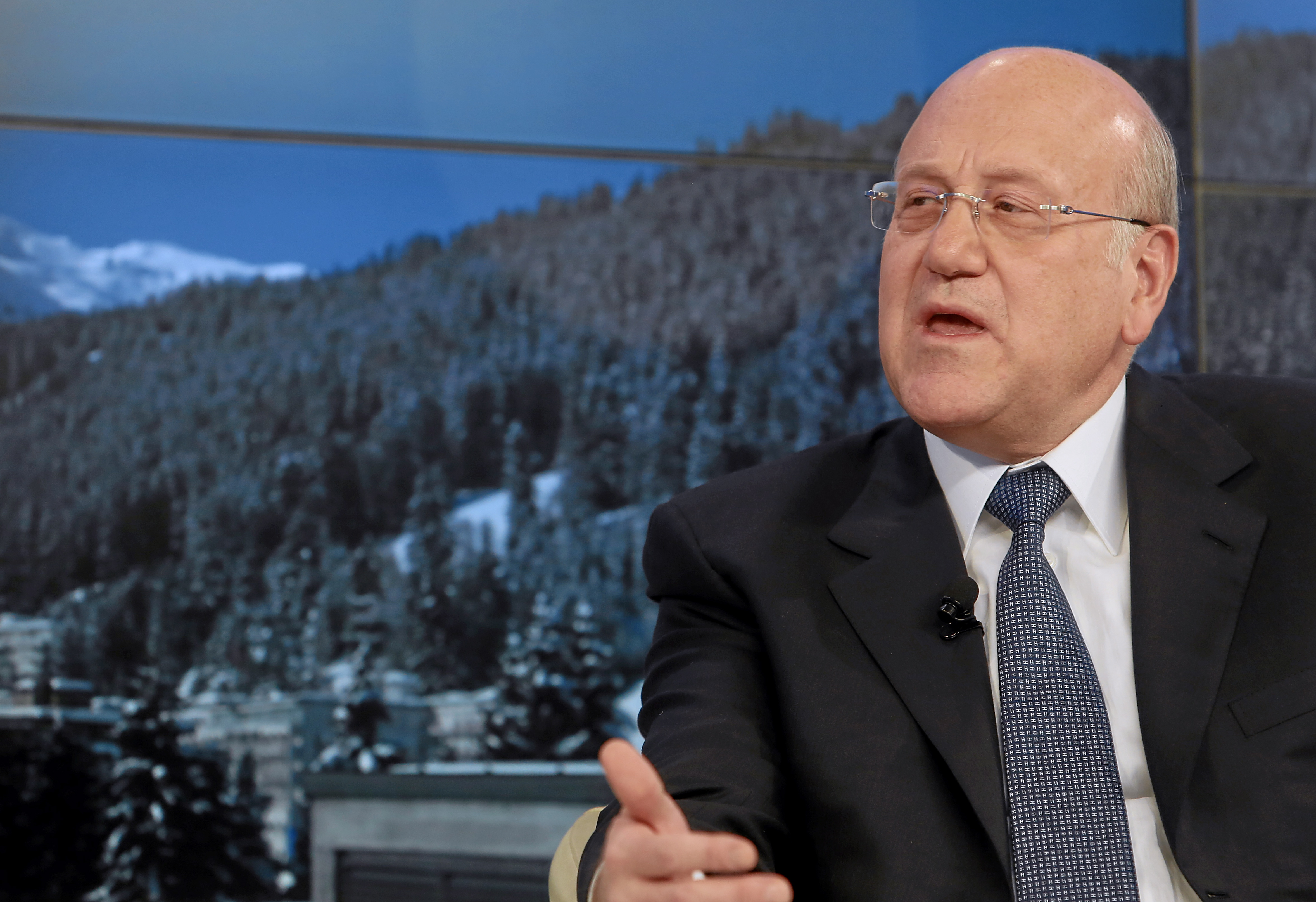
Najib Mikati au Forum économique mondial de 2013.

En conflit avec le président Aoun concernant la répartition des postes ministériels, Saad Hariri renonce finalement à former un gouvernement le 15 juillet 2021, soit près de neuf mois après sa désignation. Le 27 juillet suivant, Mikati est chargé par le président Michel Aoun de former un nouveau gouvernement à la suite de l'échec de Saad Hariri. Il déclare souhaiter un gouvernement purement technocrate, sans représentants des partis politiques, afin de mener les réformes économiques attendues par les bailleurs de fonds du Liban.
Sa nomination est accueillie assez froidement par la population. Alors que le pays s'enfonce dans une grave crise économique, sociale et humanitaire, il est considéré comme un représentant de la classe politique traditionnelle et des élites économiques. D'après le quotidien L'Orient-Le Jour, « si le fait d’être milliardaire a longtemps constitué un atout pour s’imposer sur la scène politique libanaise, c’est désormais perçu par une partie de la rue comme un symbole du pillage des ressources publiques par la classe politique. » Najib Mikati parvient à former un gouvernement de 24 membres après de longues négociations avec le Président de la République, Michel Aoun, et les différents partis politiques. Le 10 septembre 2021, il entre officiellement en fonction et succède à Hassan Diab, démissionnaire depuis plus d'un an,.
Lors de son entrée en fonction, le Liban est en proie à une très grave crise économique : effondrement du cours de la monnaie nationale, inflation galopante (le coût de la nourriture a bondi de 700 % au cours des deux années précédentes), licenciements massifs, taux de pauvreté de 78 % selon l’ONU, fréquentes coupures d’électricité, pénurie de carburant, etc. Il annonce vouloir faire appel à la solidarité du monde arabe pour tenter de sortir le pays de la crise qu'il traverse et négocier avec le FMI,.

### Quatrième désignation avortée et vacance à la tête de l'État (2022-2025)
En juin 2022, Najib Mikati a été une nouvelle fois chargé de former un gouvernement après avoir obtenu le vote de 54 des 128 députés du Parlement.
Le 31 octobre, à l'issue de son mandat de six ans, le président Michel Aoun quitte ses fonctions et rejoint sa résidence privée. Comme en 2014 et 2007, l'absence de successeur désigné avant cette date entraîne une vacance du pouvoir à la tête de l'État à partir de cette date. Cette situation est accentuée par un décret signé par Aoun juste avant son départ, dans lequel il conteste le droit du gouvernement du président du Conseil Najib Mikati à diriger le pays, puisqu'il a accepté la démission de l'exécutif sortant.
Après l'élection de Joseph Aoun comme nouveau président en janvier 2025, après plus de deux ans de vacances de la fonction, ce dernier nomme le diplomate et juriste Nawaf Salam comme nouveau Premier ministre le 13 janvier 2025.